# ラファエル・エルナンデス
ラファエル・エルナンデス・マリン（西: Rafael Hernández Marín、1892年10月24日 - 1965年12月11日）は、プエルトリコの作曲家。日本においては、エルナンデスの作曲した『エル・クンバンチェロ』 (El Cumbanchero)が高校野球の応援曲の定番曲の一つとなっている。

## 生涯
1892年10月24日にプエルトリコのアグアディヤの貧しい家庭に生まれる。幼い頃に葉巻きたばこの作り方を教えられ、細やかながら生活の糧としていた。長じるにあたって音楽への興味を抱き、12歳の時に両親に頼んでサンフアンの音楽学校で学ぶことになる。14歳の時にはサンファンに住居を移し、市立オーケストラに参加して演奏するようになった。結婚し、1913年には最初の子供アントニオを授かっている。
アメリカ合衆国が第一次世界大戦に参戦した1917年、エルナンデスはノースカロライナ州でミュージシャンとして働いていた。ジェームス・リーズ・ヨーロッパは、エルナンデスと弟をはじめとするプエルトリコ人16人の計18人を雇い、アメリカ陸軍第369歩兵連隊へ軍楽隊として入隊させ、ヨーロッパでの演奏行を行わせた。この功績から、エルナンデスはフランスの戦功章クロア・ド・ゲールを授けられる。
第一次世界大戦終戦後、除隊したエルナンデスは1920年代になってニューヨーク市に居を構え、トリオ・ボリンカーノ(Trio Borincano)を結成する。トリオ・ボリンカーノには同じプエルトリコ出身の作曲家ペドロ・フローレスも加わった。

## 代表曲
- ラメント・ボリンカーノ (Lamento Borincano) - 1930年
- アレリのつぼみ (Capullito de Alhelí) - 1931年
- シレンシオ（英語版） (Silencio) - 1932年
- エル・クンバンチェロ (El Cumbanchero) - 1943年
- プレシオーサ（英語版） (Preciosa) - 1948年